# Lista över ledamöter av Sveriges riksdags andra kammare 1885–1887
Ledamöter av Sveriges riksdags andra kammare mandatperioden 1885–1887.

## Stockholms stad
- Axel Key, professor
- Johan Sjöberg, kommerseråd, f. 1816
- Oscar Stackelberg, konteramiral
- Alfred Fock, kansliråd
- Johan Ohlsson, teknisk fabrikör
- Adolf Erik Nordenskiöld, professor
- Carl Grafström, f.d. fabrikör
- Henrik Fredholm, civilingenjör
- Johan Johansson i Stockholm, grosshandlare
- Adolf Hedin, litteratör
- Sixten von Friesen, tillf. rektor
- Emil Hammarlund, redaktör för Svensk läraretidning
- Wilhelm Carlson, grosshandlare
- Erik Nyström, fil. dr
- Jakob Erikson, redaktör
- Per Siljeström, f.d. rektor
- Richard Gustafsson, redaktör
- Gustaf Ericsson i Stockholm, f.d. järnarbetare
- Hugo Arwidsson, jurist (avliden 30 januari 1886)
  - Ersatt av Ernst Beckman, litteratör (från 1886)

## Stockholms län
- Pehr Pehrsson i Norrsund, hemmansägare, för Norra Roslags domsaga
- Gustaf Jansson i Hemmarö, hemmansägare, för Mellersta Roslags domsaga
- Erik Gustaf Boström, bruksägare, för Södra Roslags domsaga
- Gustaf Fredrik Östberg, godsägare, för Stockholms läns västra domsaga
- Klas Pontus Arnoldson, litteratör, för Södertörns domsaga
- Gustaf Ekdahl, handlande, för Enköping, Södertälje, Norrtälje, Östhammar, Öregrund, Sigtuna och Vaxholm

## Uppsala län
- Johan Eric Ericsson, hemmansägare, f. 1837, för Norunda och Örbyhus härad
- Karl Holmgren, nämndeman, för Olands härad
- Jan Eliasson i Skuttungeby, hemmansägare, för Uppsala läns mellersta domsaga
- Lars Mallmin i Gran, lantbrukare, för Uppsala läns södra domsaga
- Herman Ludvig Rydin, professor, för Uppsala stad

## Södermanlands län
- Fredric Pettersson i Tjärsta, arrendator, för Jönåkers härad
- Carl Andersson i Björnlunda, hemmansägare, för Rönö, Hölebo och Daga härader
- Nils Olsson i Ättersta, hemmansägare, för Oppunda härad
- Eric Forsselius, arrendator, för Villattinge härad
- Carl Andersson i Hamra, hemmansägare, f. 1832, för Väster- och Österrekarne samt Åkers och Selebo härader
- Adolf Helander, lantmätare, för Södermanlands läns mindre städer
- Knut Söderblom, bokförare, för Eskilstuna och Torshälla

## Östergötlands län
- Axel Petersson, hemmansägare, f. 1839, för Kinda och Ydre domsaga
- Christian Ekeborgh, kontraktsprost, för Björkekinds, Östkinds, Lösings, Bråbo och Memmings domsaga
- Johannes Eriksson, hemmansägare, f. 1827, för Lysings och Göstrings domsaga
- vakant, för Åkerbo, Bankekinds och Hanekinds domsaga
- Gustaf Anderson i Himmelsby, hemmansägare, för Vifolka, Valkebo och Gullbergs domsaga
- John Örwall, bruksägare, för Finspånga läns domsaga
- Carl Jakob Jakobson i Karlshult, lantbrukare, för Aska, Dals och Bobergs domsaga
- Anders Magnusson i Lervik, nämndeman, för Hammarkinds och Skärkinds domsaga
- Nils Östling, lektor, för Linköping
- Gustaf Lönegren, tullförvaltare, för Norrköping
- Axel Swartling, vice konsul, för Norrköping
- vakant, för Östergötlands småstäder och Gränna

## Jönköpings län
- Johan Sjöberg i Bodaryd, nämndeman, för Västra härads domsaga
- Samuel Johnson, hemmansägare, f. 1827, för Östra härads domsaga
- Gustaf Svensson, organist, för Östbo härad
- Anders Andersson i Hakarp, hemmansägare, för Västbo härad
- Johan Anderson i Tenhult, hemmansägare, för Tveta, Vista och Mo domsaga
- Oscar Erickson i Bjersby, lantbrukare, för Norra och Södra Vedbo domsaga
- Frans Gustaf Sandwall, handlande, för Jönköping

## Kronobergs län
- Johan Petersson i Boestad, hemmansägare, för Uppvidinge härad
- Johan August Sjö, hemmansägare, f. 1839, för Konga härad
- Fredrik Petersson i Ugglekull, hemmansägare, för Kinnevalds och Norrvidinge härad
- Johan Pettersson i Alvesta, hemmansägare, för Allbo härad
- Anders Gustaf Jönsson i Mårarp, hemmansägare, för Sunnerbo domsagas östra valkrets
- Anders Gustaf Björkman, hemmansägare, f. 1833, för Sunnerbo domsagas västra valkrets
- Abraham Rundbäck, lektor, för Växjö, Eksjö, Vimmerby och Borgholm

## Kalmar län
- Jonas Petter Nilsson, hemmansägare, f. 1829, för Norra Tjusts härad
- Otto Redelius, kyrkoherde, f. 1835, för Södra Tjusts härad
- Carl Johan Petersson, lantbrukare, för Aspelands och Handbörds domsaga
- Johan Fredrik Carlsson, hemmansägare, för Sevede och Tunaläns domsaga
- Johan Eklund, lantbrukare, för Norra Möre och Stranda domsaga
- Alfred Malmström, godsägare, för Södra Möre domsagas västra valkrets
- Nils Petersson i Runtorp, hemmansägare, för Södra Möre domsagas östra valkrets
- Anders Peter Danielson, hemmansägare, för Ölands domsaga
- August Johansson i Kalmar, konsistorienotarie, för Kalmar stad
- Bertrand Lindgren, borgmästare, för Västervik och Oskarshamn

## Gotlands län
- Ludvig Norrby, hemmansägare, för Södra domsagan (från 1886)
- Per Larsson i Fole, lantbrukare, för Norra domsagan
- August Bokström, kronofogde, för Visby

## Blekinge län
- Nils Jönsson i Gammalstorp, lantbrukare, f. 1844, för Listers domsaga
- Pehr Pehrson i Törneryd, hemmansägare, för Bräkne domsaga
- Anders Svensson i Lösen, hemmansägare, för Östra domsaga
- August Peterson i Hasselstad, hemmansägare, för Medelstads domsaga
- Carl Frick, f.d. kapten, för Karlskrona (från 2 mars 1886)
- Albert Lilienberg, för Karlshamn, Ronneby och Sölvesborg

## Kristianstads län
- Lasse Jönsson, landstingsman, f. 1834, för Ingelstads och Järrestads domsaga
- Anders Nilsson i Rinkaby, hemmansägare, för Villands härad
- Per Truedsson, hemmansägare, för Östra Göinge domsaga
- Sven Nilsson i Everöd, hemmansägare, för Gärds och Albo domsaga
- Ola Bosson Olsson, hemmansägare, för Västra Göinge domsaga
- Olof Persson i Örkelljunga, landstingsman, f. 1839, för Norra Åsbo domsaga
- Olof Andersson i Lyckorna, hemmansägare, f. 1839, för Bjäre och Södra Åsbo härad
- Ehrenfried von der Lancken, expeditionschef, för Kristianstads och Simrishamn

## Malmöhus län
- Mårten Dahn, hemmansägare, för Skyttss och Oxie domsaga
- Mårten Trulsson, hemmansägare, f. 1828, för Färs härads domsaga
- Nils Nilsson i Östra Äspinge, hemmansägare, f. 1815, för Frosta härads domsaga
- Nils Persson i Vadensjö, lantbrukare, för Rönnebergs och Harjagers härader
- Ivar Månsson i Trää, hemmansägare, för Onsjö härad
- Sven Andersson i Plöninge, hemmansägare, f. 1831, för Luggude domsagas norra valkrets (till 1886)
  - Ersatt av Anders Olsson i Ornakärr, hemmansägare, för Luggude domsagas norra valkrets (från 1887)
- Anders Persson i Mörarp, hemmansägare, för Luggude domsagas södra valkrets
- Jöns Bengtsson, hemmansägare, för Bara härad
- Nils Åkesson i Södra Sandby, lantbrukare, f. 1836, för Torna härad
- Hans Andersson i Nöbbelöv, lantbrukare, för Ljunits och Herrestads domsaga
- Lars Pålsson, lantbrukare, för Vemmenhögs härad
- Carl Andersson i Malmö, boktryckare, för Malmö
- Olof Ahlström, borgmästare, för Malmö
- Johan Dieden, vicekonsul, för Malmö
- Robert Darin, lektor, för Malmö (från 1886)
- Eskilander Thomasson, för Lund
- Aron Sjöcrona, f.d. överste, för Helsingborg
- Gustaf Thestrup, auditör, för Landskrona
- Gustaf Smith, apotekare, för Ystad, Trelleborg, Skanör och Falsterbo

## Hallands län
- Ivar Lyttkens, lantbrukare, för Halmstads och Tönnersjö härad
- Carl Ifvarsson, hemmansägare, för Höks härad
- Anders Magnus Gudmundson, lantbrukare, för Årstads och Faurås härader
- Lars Börjesson, hemmansägare, för Himle härad
- August Oléhn, handlande, för Fjäre och Viske domsaga
- Isak Wallberg, fabriksägare, för Halmstad och Ängelholm
- Magnus Lundberg, borgmästare, för Laholm, Falkenberg, Varberg och Kungsbacka

## Göteborgs och Bohus län
- Jöns Rundbäck, organist, för Västra och Östra Hisings härad
- William Gibson, för Askims och Sävedals härader
- Anders Andersson i Intagan, hemmansägare, för Inlands domsaga
- Axel Ljungman, fil. dr, för Orust och Tjörns domsaga
- Anders Lind, hemmansägare, för Norrvikens domsaga
- Gustaf Mellin, lantbrukare, för Lane och Stångenäs härad
- Johannes Andersson i Knarrevik, f. 1821, för Tunge, Sotenäs och Sörbygdens härad
- Olof Wijk, grosshandlare, för Göteborgs stad
- Olof Melin, stadsmäklare, för Göteborgs stad
- Sigfrid Wieselgren, generaldirektör, för Göteborgs stad
- Carl Fredrik Winkrans, rektor, för Göteborgs stad
- Wilhelm Wretlind, medicine doktor,  för Göteborgs stad
- Peter Hammarberg, grosshandlare, för Göteborgs stad
- Jon Siljeström, rådman, för Göteborgs stad
- August Törngren, folkskollärare,  för Göteborgs stad
- Fredrik Cöster, f.d. vicekonsul, för Uddevalla, Strömstad, Marstrand och Kungälv

## Älvsborgs län
- Frans Gustaf Janson, lantbrukare, för Marks härad
- August Persson, lantbrukare, f. 1849, för Vedens och Bollebygds härad
- Johan Dahlgren, hemmansägare, för Väne, Flundre och Bjärke domsaga
- Fredrik Norén, hemmansägare, f. 1825, för Kinds härad
- Josef Smedberg, hemmansägare, f. 1819, för Redvägs härad
- Sven Andreasson i Tollered, lantbrukare, f. 1824, för Kullings, Ale och Vättle härad (1885–1886)
  - Ersatt av Johan August Andreason, hemmansägare, f. 1847, för Kullings, Ale och Vättle härad (från 1887)
- Peter Svensson, hemmansägare, f. 1826, för Ås och Gäsene härad
- Patrik Stockman, kronolänsman, för Sundals härad
- Bengt Dahlgren, sågverksägare, för Valbo och Nordals härad
- Allvar Olsson, lantbrukare, för Vedbo och Tössbo domsaga
- Mats Zachrison, landssekreterare, för Vänersborg och Åmål
- Alfred Wendt, borgmästare, för Borås, Alingsås och Ulricehamn

## Skaraborgs län
- Anders Svenson i Edum, hemmansägare, för Åse, Viste, Barne och Laske domsaga
- Anders Svenson i Bossgården, hemmansägare, för Kållands, Kinne och Kinnefjärdings domsaga
- Elias Fredholm, organist, för Skånings, Vilske och Valle domsaga
- Johannes Jonsson, hemmansägare, för Kåkinds och Gudhems domsaga)
- Carl Persson i Stallerhult, lantbrukare, för Vartofta och Frökinds domsaga
- Anders Johansson i Lövåsen, hemmansägare, för Vadsbo norra domsaga
- Wilhelm Palmær, bruksägare, för Vadsbo södra domsaga
- Anders Peter Trybom, borgmästare, för Mariestad, Skara och Skövde
- Carl Wennérus, borgmästare, för Lidköping, Falköping och Hjo

## Värmlands län
- Lars Andersson i Östra Åhm, hemmansägare, för Visnums, Väse och Ölme härad
- Jonas Larsson i Nordmarkshyttan, bergsbruksidkare, f. 1830, för Färnebo härad
- Jonas Unger, kontraktsprost, för Mellan-Sysslets domsaga
- Anders Andersson i Smedbyn, hemmansägare, f. 1823, för Söder-Sysslets domsaga (till sin död 1886)
  - Ersatt av Lars Persson i Heljebol, hemmansägare, för Söder-Sysslets domsaga (från 1886)
- Nils Nilsson i Vrängebol, hemmansägare, för Nordmarks domsaga
- Per Sahlström, lantbrukare, f. 1834, för Fryksdals övre tingslag
- Johannes Andersson i Lysvik, klockare, för Fryksdals nedre tingslag
- Anders Bengtsson, nämndeman, för Jösse domsaga
- Gustaf Jansson i Krakerud, hemmansägare, f. 1839, för Älvdals och Nyeds domsaga
- Carl Lundström, gruvingenjör, för Karlstads och Filipstad
- Jakob Ekman, missionskolföreståndare, för Kristinehamn, Askersund, Nora och Lindesberg

## Örebro län
- Lars Fredrik Odell, hemmansägare, för Edsbergs, Grimstens och Hardemo härad
- Edvard Thermænius, fabriksidkare, för Kumla och Sundbo härad
- Per Nilsson i Råby, hemmansägare, för Örebro och Glanshammars härad
- Folke Andersson i Helgesta, hemmansägare, f. 1829 (för Askers och Sköllersta härad)
- Per Magnus Larsson, bergsbruksidkare, för Lindes domsaga
- Johan Johansson i Noraskog, riksgäldsfullmäktig, för Nora domsaga
- Arvid Gumælius, telegrafkommissarie, för Örebro stad

## Västmanlands län
- Adolf Tersmeden, friherre, f.d. kapten, för Västmanlands södra domsaga
- Per Ersson, godsägare, f. 1837, för Västmanlands västra domsaga
- Per Holm, bergsman, för Västmanlands norra domsaga
- Eric Ersson i Arnebo, hemmansägare, f. 1829, för Västmanlands östra domsaga
- Oskar Schenström, borgmästare, för Västerås och Köping
- Alarik Fredenberg, f.d. kapten, för Arboga och Sala

## Kopparbergs län
- Liss Olof Larsson, riksbanksfullmäktig, för Nedan-Siljans domsaga
- Mats Tysk, hemmansägare, för Ofvan-Siljans domsaga
- Back Per Ersson, bergsman, f. 1840, för Hedemora domsaga
- Anders Hansson i Solberga, hemmansägare, f. 1839, för Falu domsaga
- Ehrenfried Roth, bruksägare, för Grangärde, Norrbärke och Söderbärke tingslag
- Stormats Matias Olsson, handelsföreståndare, f. 1839, för Malungs, Lima och Äppelbo samt Nås, Järna och Floda tingslag
- Carl Florus Toll, f.d. major, för Falun, Hedemora och Säter

## Gävleborgs län
- Anders Andersson i Lund, hemmansägare, f. 1844, för Gästriklands domsagas östra tingslag
- Anders Göransson i Åsen, hemmansägare, f. 1845, för Gästriklands domsagas västra tingslag
- Anders Larsson i Lund, hemmansägare, för Norra Hälsinglands domsaga
- Olof Jonsson i Hov, hemmansägare, för Västra Hälsinglands domsaga
- Jon Jonsson i Hertsjö, hemmansägare, för Södra Hälsinglands domsagas västra tingslag
- Magnus Jonsson i Vansäter, hemmansägare, för Södra Hälsinglands domsagas östra tingslag
- Paul Petter Waldenström, lektor, för Gävle stad
- Frans Berglöf, borgmästare, för Söderhamn och Hudiksvall

## Västernorrlands län
- Martin Huss, bruksägare, för Medelpads västra domsaga
- Petter Näsman, hemmansägare,  för Medelpads östra domsaga
- vakant, Ångermanlands södra domsaga
- Anders Huss, kronofogde, för Ångermanlands mellersta domsaga
- Erik Petter Jonsson, hemmansägare, för Ångermanlands västra domsaga
- Anders Sundström, hemmansägare, för Nätra och Nordingrå tingslag
- Erik Öberg, hemmansägare, f. 1829, för Själevads och Arnäs tingslag
- Carl Johan Blomberg, lektor, för Härnösand och Östersund
- Magnus Arhusiander, grosshandlare, för Sundsvall

## Jämtlands län
- Olof Wagenius, kyrkoherde, för Jämtlands norra domsaga
- Gunnar Eriksson i Mörviken, hemmansägare, för Jämtlands västra domsaga
- Per Olof Eriksson i Fanbyn, hemmansägare, för Jämtlands östra domsaga
- William Farup, bruksägare, för Härjeådalens domsaga

## Västerbottens län
- Gustaf Hæggström, verksägare, för Västerbottens södra domsaga
- Anton Hellgren, kronolänsman, för Västerbottens västra domsaga
- Per Zimdahl, organist, för Västerbottens norra domsaga
- Nils Boström, hemmansägare, f. 1844, för Västerbottens mellersta domsaga

## Norrbottens län
- August Danielsson, hemmansägare, för Piteå domsaga (1886–1887)
- Nils Wallmark, hemmansägare, för Luleå domsaga
- Johannes Sällström, vicekonsul, för Kalix domsaga (1886–1887)
- Johan Lindh, handlande, för Torneå domsaga (1885–1887)
- Johannes Nyqvist, smed, för Umeå, Skellefteå, Luleå, Piteå och Haparanda